# Pastunistão

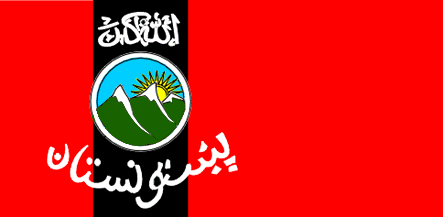
Bandeira do Pastunistão, proposta em 1997

Pastunistão, Pashtunistão (em pachto: پښتونستان; em farsi:پشتونستان; transl.: Pashtunistān) ou Pakhtunistão (em dari, urdu: پختونستان; transl.: Pakhtunistān) é o conceito de um país independente constituído pelas áreas dominadas pelos pastós no Afeganistão e Paquistão. A ideia esteve em voga durante a década de 1970; nacionalistas pastós acreditam que esta pátria histórica teria sido dividia em 1893 pela Linha Durand, uma fronteira traçada entre a Índia britânica e o território afegão.
Hoje em dia, no entanto, Pastunistão é um termo que se refere a todas as áreas habitadas pelos pastós, e não carrega mais conotações separatistas, embora ainda contenha uma noção romantizada de uma terra pertencente aos pastós. Os pastós do Paquistão frequentemente se referiam às províncias que habitam como Pakhtunkhwa, sem qualquer conotação nacionalista ou separatista, lutando apenas para que a Província da Fronteira Noroeste tivesse seu nome alterado para Pakhtunkhwa - que significa "Quarteirão Pashtun".
Os pastós formam o maior grupo étnico do Afeganistão; o pachto é a sua principal língua, falada por cerca de 80%. Concentram-se principalmente no sul e no leste do país. No Paquistão encontram-se na região já mencionada, no noroeste do país; a área paquistanesa do Pastunistão compreende uma área que vai de Chitral, no norte (onde os pastós são uma minoria, e os khowar formam a maior parte da população) até Sibi, no sudoeste, incluindo intencionalmente a região etnicamente misturada do Baluquistão. As áreas majoritariamente pastós do Paquistão ocidental incluem a Khyber Pakhtunkhwa, o Distrito de Mianwali, bem como a parte norte do Baluquistão. O principal idioma falado nestas áreas é o pachto, porém um pequeno número de afegãos falantes do persa (dari) pode ser encontrado onde quer que refugiados afegães estiverem vivendo temporariamente.
Como resultado das reivindicações, em 1969, os estados principescos autônomosde Swat, Dir, Chitral e Amb foram fundidos em Província da Fronteira Noroeste, renomeada em 2011 como Khyber Pakhtunkhwa (a forma que os pastós chamavam a região que habitavam). Em 2018, as áreas tribais administradas pelo governo federal de maioria pastó, anteriormente uma zona-tampão com o Afeganistão, também foram incorporadas à província de Khyber Pakhtunkhwa, conectando as regiões ao Paquistão propriamente dito.
Após a invasão soviética do Afeganistão, em 1979, cerca de 5 milhões de refugiados, a maioria pastós, migraram para o Paquistão. Estes refugiados não são incluídos até hoje no número oficial de pastós no Paquistão, já que não são cidadãos paquistaneses, e possuem um prazo de permanência no país que vai até dezembro de 2009. Em maio de 2008 ainda existiam dois milhões de refugiados afegães no Paquistão, a maior parte pastós.